# Enicospilus indovus
Enicospilus indovus là một loài tò vò trong họ Ichneumonidae.